# Jacques d'Welles
Jacques Boistel d’Welles est un architecte français né le 22 mai 1883 à Toulouse et décédé le 29 octobre 1970 à Bordeaux. Il fut notamment l'architecte en chef de la ville de Bordeaux sous l'autorité du maire de l'époque Adrien Marquet.

## Biographie
Jacques Boistel d'Welles passe sa jeunesse à Toulouse où son père, Robert Boistel d'Welles, est architecte, ingénieur et militant de l'Action française  Son nom  « Welles » vient d'un petit village de l'Orne dont ses ancêtres étaient les seigneurs et n'a pas d'origine anglaise. Il est ingénieur de l'École Centrale de Paris (Promotion 1905) et architecte DPLG de l'École des Beaux-Arts de Paris (1911). Jacques d'Welles exerce d'abord à Toulouse auprès de son père jusqu'au début de la Première guerre mondiale. Il épouse Marie Trigant de Beaumont en mai 1914. Mobilisé il termine la guerre avec le grade de capitaine de réserve et plusieurs décorations. 
D'Welles est nommé ingénieur-architecte de la ville de Bordeaux en février 1921, par Fernand Philippart, maire de la ville (1919-1925). En 1925 alors qu'il a 42 ans, le nouveau maire, Adrien Marquet, le nomme architecte en chef de la ville. Les deux hommes menèrent ensemble une œuvre architecturale et urbaine importante dont beaucoup de réalisations témoignent encore aujourd’hui. Bien que d'Welles soit de convictions monarchistes, le socialiste Marquet lui fit entière confiance et renforça sa position en le nommant en 1938 urbaniste de la ville et de la région de Bordeaux . Il se montra un collaborateur loyal mais sans complaisance, exerçant pleinement ses prérogatives et se consacrant exclusivement à sa mission d'architecte de la ville. Très rigoureux en termes, aussi bien techniques qu'administratifs et comptables, il fut strict envers les entrepreneurs sous ses ordres et ses collaborateurs. Pour compléter ses connaissances en architecture, il effectue régulièrement des voyages en France, en Angleterre, en Catalogne et surtout en Italie. Il y apprécie notamment la place de la Victoire (it) à Brescia. Parmi les architectes dont il se raille figurent Gustave Umbdenstock, représentant de l'académisme et Le Corbusier trop expérimentateur. Il se définit comme un « classique moderne » à la française.
D’Welles réorganisa le service technique d’architecture de la ville de Bordeaux, non seulement pour en faire un service constructeur, mais également un outil de contrôle de la « qualité architecturale » des bâtiments municipaux et ce bien avant la lettre. Pour cela, il proposa en 1931 au maire, la mise en place d’un comité d’architectes conseils, composé de Jacques Debat-Ponsan, son ami Roger-Henri Expert et présidé par d’Welles lui-même. Le comité examine les projets municipaux, auditionne les architectes, émet des avis, fait des observations, donne des recommandations, le cas échéant apporte des modifications. Ses avis, consignés dans des rapports et des procès-verbaux, sont soigneusement motivés. Ainsi, les trois architectes conseils impriment, au nom de la municipalité, une véritable politique architecturale, n’hésitant pas pour cela à s’opposer à des projets non-municipaux dont l’ampleur et l’aspect ne seraient pas en adéquation avec la volonté municipale. Si les trois architectes conseils conçurent et réalisèrent eux-mêmes des équipements municipaux, dans leur souci de faire œuvre commune, les membres du comité représentaient pourtant trois sensibilités différentes, ce qui a contribué à imprimer à chaque programme municipal (social, utilitaire, artistique, etc.) un caractère bien particulier et une esthétique appropriée. D’Welles se félicitait en 1939 que les grands travaux aient été confiés « par l’Administration municipale à un très grand nombre d’architectes locaux ». Dans les faits, une certaine mainmise du comité s’est exercée au-moins sur les réalisations majeures, échappant ainsi aux architectes issus de l’école régionale des Beaux-Arts.
En 1932 il est membre de l'Académie nationale des sciences, belles-lettres et arts de Bordeaux.
En 1954, Jacques d'Welles est commissaire général à la reconstruction pour la région Océan auprès du MRU (ministère de la reconstruction et de l'urbanisme).

## Œuvres architecturales
- La bourse du travail de Bordeaux  commencé en 1935, a été inaugurée le 1er mai 1938 et classée monument historique le 25 juin 1998. Les interventions de nombreux artistes comme Jean Dupas et Alfred Janniot font de cet équipement un remarquable exemple de l'architecture Art déco bordelaise[8].

- Le Parc Lescure terminé par Jacques D'Welles et commencé en 1934 par l'architecte Raoul Jourde ; inauguré le 12 juin 1938 ; complété en 1938-1940 par le centre municipal d'athlétisme

- Le bain douche du quartier de la Bastide a été réalisé par Jacques D'Welles. Le porche d'entrée présente une mosaïque constituée d'un jeu géométrique de carreaux brun rouge et blanc et qui ceinturent la porte d'entrée en ferronnerie.

- Le monument commémoratif de Calixte Camelle inauguré en 1927.

## Livres
- Jacques d'Welles, Le Palais Rohan, Bordeaux, Delmas, 1954
- Jacques d'Welles, Le Grand Théâtre de Bordeaux. Naissance et vie d'un Chef d’œuvre, Bordeaux, Delmas, 1954
- Jacques d'Welles, Cadillac. Le château des ducs d'Epernon, Bordeaux, Bière, 1960
- Jacques d'Welles, Monsieur Le Marquis De Tourny, Intendant De Guyenne À Bordeaux, 1743-1757, Bordeaux, Bière, 1963
- Jacques d'Welles, Bordeaux, Bordeaux, Nathan, 1972